# Самостшалув
Самостшалув (пол. Samostrzałów) — село в Польщі, у гміні Кіє Піньчовського повіту Свентокшиського воєводства.
Населення — 129 осіб (2011).
У 1975-1998 роках село належало до Келецького воєводства.

## Демографія
Демографічна структура на день 31 березня 2011 року:
|          | Загалом | Допрацездатний вік | Працездатний вік | Постпрацездатний вік |
| -------- | ------- | ------------------ | ---------------- | -------------------- |
| Чоловіки | 63      | 10                 | 45               | 8                    |
| Жінки    | 66      | 8                  | 32               | 26                   |
| Разом    | 129     | 18                 | 77               | 34                   |